# Ali Mesut Erez
Ali Mesut Erez (* 1. Juli 1922 in Kütahya; † 6. Februar 2011 ebenda) war ein türkischer Ministerialbeamter und Politiker der Gerechtigkeitspartei AP (Adalet Partisi), der unter anderem zwischen 1961 und 1965 Mitglied der Großen Nationalversammlung der Türkei sowie von 1969 bis 1971 Finanzminister und 1971 stellvertretender Ministerpräsident war.

## Leben
Ali Mesut Erez begann nach dem Schulbesuch ein Studium der Finanzwissenschaften an der Fakultät für Politikwissenschaften der Universität Ankara, welches er 1944 beendete. Er bestand die staatliche Sprachprüfung in Französisch und die Gleichwertigkeitsprüfung an der juristischen Fakultät der Universität Ankara. Daraufhin war er als Finanzinspektor sowie Kämmerer von Istanbul tätig. Im Anschluss fand er im Finanzministerium zahlreiche Verwendung und stieg zuletzt zum Leiter der Generaldirektion für Einnahmen auf.
Erez, dem mit Dekret vom 13. Dezember 1961 der Titel „Ehrenfinanzinspektor“ verliehen wurde, wurde bei der Wahl am 10. Oktober 1965 für die Gerechtigkeitspartei AP (Adalet Partisi) zum Mitglied der Großen Nationalversammlung TBMM (Türkiye Büyük Millet Meclisi) gewählt und gehörte dieser als Vertreter von Kütahya nach seiner Wiederwahlen am 12. Oktober 1969 in der 13. und 14. Legislaturperiode vom 22. Oktober 1965 bis zum 14. Oktober 1973 an. Er war zunächst in der 13. Legislaturperiode zwischen 1965 und 1969 Vorsitzende des Gemischten Haushaltsausschusses.
Als Nachfolger von Bahri Dağdaş übernahm er am 10. August 1969 im Kabinett Demirel I, der 30. Regierung der Türkei, das Amt als Landwirtschaftsminister (Tarım Bakan) und bekleidete dieses bis zum 3. November 1969. In der darauf folgenden 31. Regierung, dem Kabinett Demirel II, übernahm er erstmals das Amt als Finanzminister (Maliye Bakan) und bekleidete dieses Amt auch im darauf folgenden Kabinett Demirel III, der 32. Regierung (6. März 1970 bis 26. März 1971). Die unter dem Titel „Finanzrecht“ im Parlament gesammelten Steuergesetze, das Grundsteuergesetz und das Beamtengesetz Nr. 1327 (Personalgesetz) wurden während seiner Zeit als Finanzminister verabschiedet.
Als Ministerpräsident Nihat Erim Mesut Erez, den langjährigen Vertrauten des ehemaligen Ministerpräsidenten Süleyman Demirel, am 3. Dezember 1971 zum stellvertretenden Ministerpräsidenten (Başbakan Yardımcısı) ernannte, traten die Reformer zurück und die Regierung zerbrach am 11. Dezember 1971. Als Gründe führten die reformwilligen Kräfte aber vor allem die Meinungsverschiedenheiten in der Regierung und die Widerstände gegen die Modernisierungsvorschläge an. Im Anschluss war er vom 11. Dezember 1971 bis zum 22. Mai 1972 im Kabinett Erim II, der 34. Regierung, Minister für Industrie und Technologie (Sanayi ve Teknoloji Bakan) und bekleidete dieses Amt vom 22. Mai 1972 bis zum 15. April 1973 ebenfalls in der darauf folgenden 35. Regierung, dem Kabinett Melen.
Nachdem er bei der Wahl zur Nationalversammlung am 14. Oktober 1973 auf eine erneute Kandidatur für die Große Nationalversammlung verzichtet hatte, wurde Erez Vorstandsmitglied der Esbank. Des Weiteren war er Vorstandsmitglied der Industrie- und Handelskammer von Eskişehir sowie Vorstandsvorsitzender des Arbeitgeberverbandes der Zementhersteller.

## Hintergrundliteratur
- Dünya Bankası ve Para Fonu toplantısı. Başkan Robert McNamara, Murahhas Âza P.P. Schweitzer, Maliye Bakanı Mesut Erezʼin konuşmaları, Türkiye Ticaret Odaları, Sanayi Odaları ve Ticaret Borsaları Birliği, Ankara 1970